# Лимбах, Ютта
Ютта Лимбах (нем. Jutta Limbach; урождённая Рынек, 27 марта 1934, Берлин — 10 сентября 2016, Берлин, Германия) — немецкий юрист и государственный деятель, председатель Конституционного суда ФРГ (1994—2002).

## Биография
Её бабушка Эльфрида Рынек была членом Веймарского учредительного собрания и депутатом рейхстага от СДПГ, а её отец Эрих Рынек (1899—1976) также был социал-демократом и с 1946 по 1948 год занимал пост бургомистра района Панков, а затем переехал со своей семьей в Западный Берлин и подал в отставку.
В 1962 году окончила юридический факультет Свободного университета Берлина. В том же году вступила в СДПГ. С 1963 по 1966 г. была членом Учёного совета юридического факультета Свободного университета Берлина. В 1966 г. защитила кандидатскую диссертацию по теории и практике обществ с ограниченной ответственностью, а в 1971 г. — докторскую диссертацию абитуриент последовал за тезисом о социальных действиях, установках и знаниях в приговоре суда.
В 1972 г. она получила звание профессора гражданского права в Свободном университете Берлина. В 1982 г. являлась приглашенным профессором в Бременском университете. Среди прочего входила в консультативный совет ассоциации «Contacts-Контакты» со странами бывшего Советского Союза.
Была замужем за адвокатом Петером Лимбахом и имела троих детей. Похоронена на Целендорфском лесном кладбище.
С 1987 по 1989 г. она была членом Научно-консультативного совета по делам семьи при федеральном министерстве по делам семьи, пожилых граждан, женщин и молодежи. С 1987 г. являлась членом правления Общества по законодательству, а затем — членом Консультативного совета. В 1992 и 1993 гг. входила в состав Объединенной конституционной комиссии бундесрата и бундестага Германии.
В 1989—1994 гг. — сенатор юстиции в Берлине. Сразу после вступления в должность ей пришлось локализовывать голодовку задержанных террористов фракции Красной Армии. После объединения Германии руководила судебным преследованием представителей бывшего восточно-германского государства в связи с приказом о стрельбе при пересечении межгерманской границы.
В марте 1994 г. была впервые назначена вице-президентом Федерального конституционного суда и председателем его второго сената; в том же году она была утверждена бундестагом председателем суда, находилась в должности до достижения предельного возраста в 2002 г.
С 2002 по 2008 г. была президентом Гёте-Института.
С 2003 г. являлась председателем Консультативной комиссии в связи с возвращением нацистских культурных ценностей, связанных с преследованиями, особенно еврейской собственности, также называемой Лимбахской комиссии, государственной институцией, занимающейся вопросами незаконно экспроприированных предметов искусства и их возвращением наследникам.
В июле 2007 г. была избрана в Ученый совет Грайфсвальдского университет, с 2011 г. являлась председателем Ученого совета университета Высшей школе искусств Берлин-Вайсензее.

## Награды и звания
- Большая почётная звезда почетного знака «За заслуги перед Австрийской Республикой» (1998)
- Большой крест особой степени Орден «За заслуги перед Федеративной Республикой Германия» (2002)

- Почётный доктор Базельского университета (1998)
- Почётный член Грейс-Инн (1999)
- Меркатор-профессор университета Дуйсбург-Эссен (2000)
- Премия Leibniz-Ring-Hannover (2002)
- Острый клинок города Золингена (2002)
- Почётный доктор Университета Эразма Роттердамского (2002)
- Почётный доктор Университетского колледжа Лондона (2002)
- Почётный доктор Йоркского университета (2002)
- Премия Хайнц-Герберта Карри (2003)
- Плакета Мари Юхач Благотворительного союза рабочих (2004)
- Медаль Луизы Шрёдер (2005)
- Гуманистическая премия Немецкой ассоциации древних филологов (2006)
- Почётный доктор Бременского университета (2008)
- Медаль Доротеи фон Родде-Шлёцер Гёттингенского университета (2009)
- Премия мира Генриха Альберца (2011)